# Louis Glass
Louis Glass (ur. 23 marca 1864 w Kopenhadze, zm. 22 stycznia 1936 tamże) – duński kompozytor.

## Życiorys
Glass urodził się w Kopenhadze, był niemal rówieśnikiem Carla Nielsena i, podobnie jak on, był uczniem Nielsa Gade . Studiował jednak również w Konserwatorium Brukselskim, gdzie zafascynował się muzyką Césara Francka i Antona Brucknera, którzy wywarli wpływ na jego twórczość. Przez kilka lat był jednym z czołowych duńskich pianistów koncertowych, aż paraliż jednej ręki zmusił go do wycofania się ze sceny. Poświęcił się wówczas głównie komponowaniu. Komponował w większości gatunków i napisał kilka wartościowych utworów kameralnych, w tym cztery kwartety smyczkowe, sekstet smyczkowy, trio fortepianowe, kwintet fortepianowy i kilka sonat instrumentalnych.
Napisał sześć symfonii (1893–1926), które zostały nagrane przez wytwórnie płytowe Danacord i CPO, a część jego utworów kameralnych została nagrana przez wytwórnię Da Capo. Glass zmarł w Kopenhadze.

## Symfonie
- Symfonia nr 1 E-dur, op. 17 (1894)
- Symfonia nr 2 c-moll, op. 28 (1899)
- Symfonia nr 3 D-dur, op. 30 „Symfonia leśna” (1901)
- Symfonia nr 4 e-moll, op. 43 (1911)
- Symfonia nr 5 C-dur, op. 57 „Sinfonia Swastyka” (1919) – Uwaga do tytułu: Utwór ten celebruje swastykę jako wedyjski symbol szczęścia lub słońca. W momencie powstania utworu, w latach 1918-1919, ruch nazistowski nie był jeszcze ugruntowany.
- Symphony nr 6 "Skjoldungeæt" (Narodziny Scyldings ), op.60 (1924)